# Мануйлівка (Бердянський район)
Ману́йлівка — село в Україні, у Приморській міській громаді Бердянського району Запорізької області. Населення становить 596 осіб (станом на 2001 рік).
Село тимчасово окуповане російськими військами 24 лютого 2022 року.

## Географія
Село розташоване на правому березі річки Корсак, за 31 км від Приморська, за 70 км від Бердянська та за 32 км від залізничної станції Нельгівка. Нижче за течією на відстані 2 км розташоване село Петрівка.
| Клімат Мануйлівки       | Клімат Мануйлівки | Клімат Мануйлівки | Клімат Мануйлівки | Клімат Мануйлівки | Клімат Мануйлівки | Клімат Мануйлівки | Клімат Мануйлівки | Клімат Мануйлівки | Клімат Мануйлівки | Клімат Мануйлівки | Клімат Мануйлівки | Клімат Мануйлівки | Клімат Мануйлівки |
| Показник                | Січ.              | Лют.              | Бер.              | Квіт.             | Трав.             | Черв.             | Лип.              | Серп.             | Вер.              | Жовт.             | Лист.             | Груд.             | Рік               |
| Середній максимум, °C   | −0,2              | 0,4               | 4,9               | 13,8              | 21,0              | 25,4              | 27,7              | 27,1              | 21,6              | 14,4              | 7,2               | 2,8               | 13,8              |
| Середня температура, °C | −3,2              | −2,6              | 1,5               | 9,5               | 16,3              | 20,6              | 22,8              | 22,2              | 16,8              | 10,3              | 4,2               | 0,2               | 9,9               |
| Середній мінімум, °C    | −6,1              | −5,5              | −1,8              | 5,3               | 11,6              | 15,8              | 18,0              | 17,3              | 12,1              | 6,2               | 1,3               | −2,3              | 6,0               |
| Норма опадів, мм        | 43                | 35                | 33                | 35                | 42                | 54                | 50                | 38                | 39                | 24                | 39                | 53                | 485               |
| ----------------------- | ----------------- | ----------------- | ----------------- | ----------------- | ----------------- | ----------------- | ----------------- | ----------------- | ----------------- | ----------------- | ----------------- | ----------------- | ----------------- |
| Джерело:                |                   |                   |                   |                   |                   |                   |                   |                   |                   |                   |                   |                   |                   |

## Історія
Село Мануйлівка засноване 1861 року переселенцями-болгарами з бессарабського села Імпутіца на місці ногайського поселення Аргакли..
1871 року в селі Мануйлівка був зведений храм у візантійському стилі. За радянські часи храм залишився без куполу та візантійської мозаїки, якою були прикрашені стіни храму. У різні часи в будівлі храму розташовувалися сільський клуб, кінотеатр та склади. Нині від храму залишилася лише ледь вціліли стіни.
12 червня 2020 року, відповідно до розпорядження Кабінету Міністрів України № 713-р «Про визначення адміністративних центрів та затвердження територій територіальних громад Запорізької області», увійшло до складу Приморської міської громади.
17 липня 2020 року, в результаті адміністративно-територіальної реформи та ліквідації Приморського району, село увійшло до складу Бердянського району.

## Економіка
- Агрофірма «Аврора», ПП.

## Транспорт
Через село проходить автомобільний шлях територіального значення Т 0821

## Населення
Станом на 1989 рік у селі проживали 628 осіб, серед них — 307 чоловіків і 321 жінка.
За даними перепису населення 2001 року у селі проживали 596 осіб. Рідною мовою назвали:
| Мова       | Кількість осіб | Відсоток |
| ---------- | -------------- | -------- |
| російська  | 259            | 43,46 %  |
| болгарська | 250            | 41,95 %  |
| українська | 86             | 14,43 %  |
| молдовська | 1              | 0,17 %   |

## Соціальна сфера
- Школа I—II ст.
- Дитячий дошкільний навчальний заклад.
- Будинок культури.
- Фельдшерсько-акушерський пункт.[5]

## Політика
Інтереси селян представляють 14 депутатів громади:
| Партія                                 | Кількість депутатів | Відсоток |
| -------------------------------------- | ------------------- | -------- |
| Аграрна партія України                 | 6                   | 42,86 %  |
| Всеукраїнське об'єднання «Батьківщина» | 4                   | 28,57 %  |
| самовисування                          | 3                   | 21,43 %  |
| «Наш край»                             | 1                   | 7,14 %   |

## Пам'ятка історії
- Ландшафтний заказник «Корсак-могила» (100 га), який є одночасно пам'яткою історії.
- Братська могила радянських воїнів[d]

## Відома особа
- Корнієнко Василь Онисимович (1867—1904) — український живописець і графік.